# Kondominij
Kondominij ili koimperij (iz latinskog con-dominium, hrv. "suvlasništvo") u međunarodnom pravu označava zajedničku upravu i vlast nad teritorijem između dviju ili više država. Označava vlast dviju ili više država nad istim teritorijem, područje pod takvom vlašću.
U europskoj povijesti, postoje brojni primjeri kondomija. Formiranjem modernih nacionalnih država, ova područja su se uglavnom raspala. U nekim slučajevima kondominij je predstavljao samo privremenu mjeru dok se napokon ne riješi sudbina jednog područja, npr. Austrija i Pruska uspostavile su kondomij nad Schleswig-Holsteinom i Lauenburgom od 1864. do 1866.

## Sadašnji kondominiji
Primjeri za sadašnje kondominije su:
- Andora
- Gornji dio Bodenskog jezera
- dio toka rijeke Our na luksemburško-njemačkoj granici

## Povijesni kondominiji
Primjeri za kondominiji iz povijesti su:
- Egipat, od 1876. do 1882. britansko-francuski kondominij
- Bosna i Hercegovina od 1878. do 1918. kondominij austrijskog i mađarskog dijela Monarhije.
- Anglo-egipatski Sudan, od 1899. do 1955. britansko-egipatski kondominij
- današnje otočje Kiribati, od 1939. do 1979. kondominij Ujedinjenog Kraljevstva i SAD.